# Yngve Brodd
Rolf Yngve Brodd (ur. 9 czerwca 1930 w Seglorze, zm. 23 września 2016 w Göteborgu) – szwedzki piłkarz grający na pozycji napastnika. W swojej karierze rozegrał 20 meczów i strzelił 12 goli w reprezentacji Szwecji.

## Kariera klubowa
Swoją karierę piłkarską Brodd rozpoczął w klubie Fritsla IF. Grał w nim w latach 1950-1951. W 1952 roku przeszedł do Örebro SK. Grał w nim w pierwszej lidze do 1953 roku.
W 1953 roku Brodd wyjechał do Francji i został zawodnikiem klubu Toulouse FC. W sezonie 1954/1955 wywalczył z nim wicemistrzostwo Francji. W 1956 roku odszedł do FC Sochaux-Montbéliard, w którym spędził 3,5 roku. Na początku 1960 roku wrócił do Toulouse FC i grał w nim do końca sezonu 1961/1962.
W 1962 roku Brodd wrócił do Szwecji i został piłkarzem IFK Göteborg. W 1964 roku zakończył w nim swoją karierę.
| Sezon   | Klub                   | Kraj    | Rozgrywki   | Mecze | Bramki |
| ------- | ---------------------- | ------- | ----------- | ----- | ------ |
| 1950/51 | Fristla IF             | Szwecja | Superettan  | ?     | ?      |
| 1951/52 | Fristla IF             | Szwecja | Superettan  | ?     | ?      |
| 1951/52 | Örebro SK              | Szwecja | Allsvenskan | 10    | 5      |
| 1952/53 | Örebro SK              | Szwecja | Allsvenskan | 9     | 1      |
| 1953/54 | Toulouse FC            | Francja | Division 1  | 16    | 6      |
| 1954/55 | Toulouse FC            | Francja | Division 1  | 27    | 5      |
| 1955/56 | Toulouse FC            | Francja | Division 1  | 21    | 4      |
| 1956/57 | FC Sochaux-Montbéliard | Francja | Division 1  | 29    | 8      |
| 1957/58 | FC Sochaux-Montbéliard | Francja | Division 1  | 31    | 18     |
| 1958/59 | FC Sochaux-Montbéliard | Francja | Division 1  | 32    | 9      |
| 1959/60 | FC Sochaux-Montbéliard | Francja | Division 1  | 10    | 2      |
| 1959/60 | Toulouse FC            | Francja | Division 1  | 21    | 11     |
| 1960/61 | Toulouse FC            | Francja | Division 1  | 24    | 5      |
| 1961/62 | Toulouse FC            | Francja | Division 1  | 18    | 5      |
| 1962    | IFK Göteborg           | Szwecja | Allsvenskan | 11    | 6      |
| 1963    | IFK Göteborg           | Szwecja | Allsvenskan | 20    | 1      |
| 1964    | IFK Göteborg           | Szwecja | Allsvenskan | 16    | 4      |

## Kariera reprezentacyjna
W reprezentacji Szwecji Brodd zadebiutował 14 maja 1952 roku w zremisowanym 0:0 towarzyskim meczu z Holandią, rozegranym w Amsterdamie. W 1954 roku zdobył z kadrą Szwecji brązowy medal na igrzyskach olimpijskich w Helsinkach. Od 1952 do 1963 roku rozegrał w kadrze narodowej 20 spotkań i zdobył w nich 12 bramek.